# Fritz Nols
Die Fritz Nols AG ist eine deutsche Beteiligungsgesellschaft mit Sitz in Frankfurt am Main. Kerngeschäft ist die Gründung, der Erwerb, die Veräußerung von Unternehmen oder die Beteiligung an anderen Unternehmen. Seit 2020 ist das Unternehmen ein leerer Börsenmantel ohne operatives Geschäft und befindet sich im Insolvenzverfahren.

## Geschichte
Das Unternehmen wurde als Fritz Nols Global Equity Services AG am 20. Oktober 1997 durch Umwandlung des Wertpapierhandelshauses „Fritz Nols KG“ gegründet. Am 23. September 1998 erfolgte der Börsengang am geregelten Markt der Frankfurter Wertpapierbörse. Die Aktie der Gesellschaft wurde Bestandteil des CDAX. Im Jahr 2000 erfolgte der Umbau des Unternehmens zur Vollbank. Nach dem Scheitern des Geschäftsmodells musste das Unternehmen Ende März 2004 einen Insolvenzantrag stellen und die Vollbanklizenz zurückgeben. Anfang 2010 wurde die Insolvenz aufgehoben und ein Insolvenzplanverfahren begonnen um die Gesellschaft weiterzuführen. Im September 2011 erfolgte die Umbenennung in Fritz Nols Global Equity AG. Im Dezember 2012 erhielt das Unternehmen den Namen Fritz Nols AG. 2014 wurde der Geschäftsbetrieb als Beteiligungs- und Beratungsunternehmen fortgesetzt. Das Insolvenzplanverfahren wurde im April 2017 beendet und Fritz Nols konnte nach über zwölf Jahren Insolvenz wieder operativ ohne Einschränkungen tätig werden.
Nachdem auch diesmal der Geschäftserfolg ausblieb und ein Insolvenzantrag gestellt wurde, hat Ende August 2020 das Amtsgericht Frankfurt die vorläufige Insolvenzverwaltung angeordnet. Die Aktie des Unternehmens wurde daher zum 4. September 2020 aus dem General Standard Index gelöscht.